# Arid (Zeitschrift)
ARID: A Journal of Desert Art, Design and Ecology ist eine wissenschaftliche Fachzeitschrift mit dem Schwerpunkt der cross-disziplinären Betrachtung von Wüsten im Bezug auf Design, Kultur und Umwelt. Die Zeitschrift ist peer-reviewed und richtet sich an Wissenschaftler und die breite Öffentlichkeit.
ARID wurde im September 2012 von einer Reihe von Institutionen gegründet und erscheint seitdem unregelmäßig mit etwa einer Ausgabe im Jahr. Die bisher letzte Ausgabe erschien im Jahr 2015 (Stand November 2019).
Herausgeber sind:
- Greg Esser, Desert Initiative Director for ASU’s Herberger Institute for Design and the Arts
- Andrea Polli, Associate Professor in Art & Ecology at University of New Mexico.
- Kim Stringfellow, Künstler in Joshua Tree, Kalifornien. Sie ist Associate Professor an der San Diego State University’s School of Art, Design, and Art History.

Der archivierte WWW-Auftritt führt Anfang 2024 fünf Ausgaben (2012–2015) auf und erwähnt, dass ab 2016 eine Pause in der Herausgabe der Zeitschrift eintritt.